# Valentin Fuchs
Valentin August Fuchs (* 1839 in Goßmannsdorf, Landkreis Königshofen im Grabfeld; † 7. August 1899 in Bamberg) war ein deutscher Rechtsanwalt und der erste rechtskundige Bürgermeister von Kissingen.

## Leben
Er war der Sohn des gleichnamigen katholischen Büttners und Bierbrauers Valentin Fuchs und der Barbara Waldhäuser. Er studierte die Rechtswissenschaften und war seit 1859 Mitglied des Corps Franconia Würzburg. Nach seiner Promotion zum Dr. iur. war er Rechtspraktikant (Referendar) in München, Kulmbach und Würzburg. Während dieser Zeit heiratete er Crescentia Straßer.
Nachdem er am 25. November 1865 von dem gerade neu konstituierten Stadtmagistrat der Stadt Kissingen (erst ab 1883 Bad Kissingen) einstimmig zum ersten rechtskundigen Bürgermeister gewählt worden war, wurde seine Wahl am 20. Januar 1866 von der königlich bayerischen Regierung bestätigt. Daraufhin wurde er am 24. Januar 1866 in einer Feierstunde in sein Amt eingeführt.
Noch im selben Jahr (1866) wurde er in den Vorstand des von König Ludwig II. genehmigten „Actien-Bad-Etablissements“ gewählt als Schriftführer und Stellvertreter des Vorsitzenden Dr. Franz Anton Balling. Fuchs setzte sich schon zu Beginn seiner Amtszeit auch für den Bau der Bahnstrecke Ebenhausen–Bad Kissingen ein und erhielt bei einer persönlichen Audienz am 26. April 1866 von König Ludwig II. die Zusage zum Bau, der dann am 16. März 1867 endgültig beschlossen wurde.
Im Preußisch-Bayerischen Krieg versuchte Fuchs vergeblich, Kissingen als Kriegsschauplatz herauszuhalten. Stattdessen musste er am 10. Juli 1866 mit der Schlacht bei Kissingen eines der entscheidenden Gefechte dieses Krieges in seiner Stadt und in deren Umfeld erleben.
Nach dem Ende seines dreijährigen Dienstprovisoriums (25. Januar 1869) musste das Bürgermeister-Amt mit einem Grundgehalt von 800 Gulden und einem Funktionsgehalt von 400 Gulden neu ausgeschrieben werden. Am 24. Februar 1869 wurde Fuchs mit 16 von 19 Stimmen als Bürgermeister wiedergewählt. Doch er trat am 22. März 1869 aus ungeklärten Gründen von seinem Amt zurück und ließ sich stattdessen als Rechtsanwalt in Haßfurt und schließlich in Bamberg nieder, wo er 1899 starb.

## Orden und Ehrenzeichen
- Ritter des Königlich Bayerischen Verdienstordens vom Heiligen Michael
- Ehrenbürgerwürde der Stadt Bad Kissingen (1867) in Anerkennung seiner Verdienste um die Stadt während des Krieges 1866 und um den Bau der Eisenbahnlinie